# Diana Sabbi
Diana Sabbi (Pianoro, 29 luglio 1922 – Pianoro, 2 febbraio 2005) è stata una partigiana italiana.

## Biografia

### Giovinezza
Diana Sabbi nasce a Pianoro, in provincia di Bologna, da Armando Sabbi e Pia Benni. Il padre è un birocciaio, mentre la madre è una sarta. Cresce in una famiglia antifascista e di orientamento comunista,  (due suoi zii materni, Aldo Benni e Armando Benni, entrambi comunisti, nel 1933 furono arrestati e condannati dal Tribunale speciale) che molto influenzerà la sua formazione politica e le sue ideologie. Frequenta la scuola fino alla quinta elementare, poi per problemi economici si ritira e intraprende la professione di sarta.
I molteplici anni passati in sartoria come apprendista, i lunghi orari di lavoro, la cattiva paga e la mancanza di un contratto regolare, spingono Diana, appena diciottenne, a creare un laboratorio sartoriale privato. La collaborazione con le altre donne della sua famiglia è fondamentale, così come l'assunzione di giovani aiutanti.

### Guerra partigiana
Nell'ottobre 1943, insieme al padre, alla sorella e ai suoi zii, Diana entra in clandestinità e diviene parte del movimento di Resistenza partigiana del suo paese natale, distribuendo stampa clandestina e volantini. Nella primavera del 1944, si unisce come gappista alla  62ª Brigata “Camicie rosse Garibaldi”, che aveva le sue basi a Monterenzio e operava nella Valle dell’Idice. Le sue mansioni sono varie: come staffetta informatrice ha il compito di consegnare ordini e messaggi scritti ai membri della brigata, ma ha anche la responsabilità di localizzare, in avanscoperta, rifugi sicuri e percorsi alternativi per garantire gli spostamenti alle truppe della resistenza. Inoltre viene incaricata di trasportare non solo materiale sanitario e denaro, ma anche armi e munizioni, utili alle azioni di guerriglia dei partigiani. Le viene assegnata una rivoltella con cui parteciperà a numerosi scontri ingaggiati dai vari reparti.
Essendo una sarta, tra una missione e l'altra, decide di realizzare insieme ad altri membri della sua famiglia divise per i partigiani. Produce circa 150 camicie rosse e 150 paia di pantaloncini, usando vecchie lenzuola recuperate dai contadini e tinte a mano di rosso.
Nell'ottobre 1944 la Brigata si divide in due gruppi: il primo decide di dirigersi a nord, verso Bologna, per continuare la lotta partigiana in città. Il secondo invece muove verso sud, per combattere al fianco delle truppe Alleate. Diana sceglie di seguire il primo gruppo e prima della partenza riceve il compito di perlustrare la zona, allo scopo di tracciare il passaggio più sicuro per evitare i tedeschi. Raggiungere Bologna non è un'impresa facile: nonostante il favore della notte con il quale si muovono e l'aiuto dei contadini del posto che forniscono cibo e nascondigli, il gruppo di partigiani viene coinvolto in numerosi scontri con le forze nemiche, in particolare a Castel San Pietro Terme e Castenaso. Le perdite sono numerose, infatti arrivano in città dimezzati. Lì Diana, insieme ai superstiti, entra a far parte del distaccamento della VII Brigata GAP Garibaldi “Gianni”, che ha sede nell'ex Macello comunale a Porta Lame.

#### Battaglia di Porta Lame
Il 7 novembre 1944 in città è in atto un rastrellamento: tedeschi e fascisti circondano i palazzi in cui risiedono i partigiani e iniziano gli scontri. Durante la prima fase del combattimento Diana, insieme alla partigiana Rina Pezzoli,  viene mandata in perlustrazione, per quantificare la mole dello schieramento nemico e la sua posizione. Raggiunta Piazza Umberto I ( oggi conosciuta come Piazza dei Martiri) vengono entrambe catturate dai tedeschi e rinchiuse nel cortile del Seminario di via dei Mille, insieme a Diego Orlandi, artificiere della VII Brigata GAP. Riescono a fuggire grazie all'aiuto di tre compagni incontrati all'interno dello stabile, precedentemente arrestati dai soldati nemici perché avevano tentato di recapitare un furgoncino carico di munizioni e bombe alla sede del Macello.
Dopo la Battaglia di Porta Lame, Diana assume a tutti gli effetti il ruolo di infermiera. Si reca all'infermeria clandestina di Brigata, situata in una villetta in via Carso, per occuparsi dei partigiani feriti durante il combattimento.  L’infermeria di Brigata diventa teatro di un cruento episodio: individuata da truppe nazifasciste, viene attaccata e i partigiani, dopo essere stati arrestati e seviziati per alcuni giorni, vengono trucidati al Poligono. Quando si verifica questo tremendo episodio, Diana è assente già da qualche giorno, inviata in missione presso la famiglia Manaresi come staffetta partigiana addetta ai collegamenti tra il Comando della VII Brigata GAP e il CUMER (Comando Unico Militare Emilia Romagna), attività che svolge fino alla Liberazione di Bologna.

### Dopoguerra
Subito dopo la Guerra di liberazione, Diana prosegue il suo impegno in ambito politico e civile, entrando a far parte dell'Unione ragazze italiane, sottosezione dell'Unione Donne Italiane, e contestualmente si iscrive al Partito Comunista Italiano. Sempre nel '46 entra a far parte della Camera del Lavoro di Pianoro, occupandosi della contabilità della Lega dei Birocciai e tra il 1948 e il 1949 frequenta un corso di tre mesi presso la scuola del PCI, formandosi e acquisendo competenze che le permetteranno di diventare parte del Comitato Direttivo del Sindacato dei lavoratori dell'abbigliamento di Bologna. Nel 1951 diventa dirigente sindacale della CGIL, segnalandosi nella Federazione lavoratori dell'abbigliamento ove si rende protagonista di numerose battaglie volte a migliorare le condizioni di lavoro delle donne, così da assumere il ruolo di responsabile della Commissione femminile della Confederazione per volontà dell'allora Segretario della Camera del Lavoro di Bologna, Onorato Malaguti. Inoltre, sarà la prima donna eletta nell'amministrazione del suo comune di residenza,   e dal 1952 è la prima donna a far parte della Segreteria della Camera del Lavoro di Bologna, mentre dal 1956 è consigliera e assessora alla Provincia di Bologna. Nello stesso anno, viene eletta presidentessa dell'UDI e, a partire dagli anni Settanta si occupa del settore sanitario e dei trasporti, contribuendo alla creazione del processo che produsse la Federazione Italiana dei Lavoratori dei Trasporti. Tra il 1980 e il 1988, è attiva presso il Sindacato Pensionati di Bologna. Si dedica operosamente all'ANPI (di cui occuperà anche la carica di vice-presidente provinciale) nel corso degli anni Novanta, spendendo il resto della propria vita per la difesa della libertà e della democrazia, valori per i quali aveva combattuto sotto l'oppressione nazifascista. Diana, nel febbraio del 2005 muore, proprio mentre si preparava a donare al comune di Pianoro la propria medaglia, in prossimità del Sessantesimo anniversario della Liberazione.

## Onorificenze
Diana Sabbi, congedata con il grado di capitano, ricevette per Decreto ministeriale del 9 aprile 1949 la Medaglia d'argento al Valore Militare.

### Premio "Diana Sabbi"
Nel 2005 la città di Bologna ha intitolato un premio a Diana Sabbi, che ha lo scopo di sottolineare quanto sia forte l'attaccamento ai valori della Resistenza nel territorio bolognese e quanto sia importante valorizzare la partecipazione e il ruolo delle donne nelle vicende che caratterizzarono la lotta di Liberazione. Il premio viene assegnato alla miglior tesi di laurea che ha come oggetto di discussione la storia delle donne, dei movimenti, delle resistenze e dei modelli femminili in età contemporanea, con particolare riferimento al periodo della seconda guerra mondiale e della Resistenza. Il bando di concorso è aperto a tutti gli studenti che hanno discusso la tesi di laurea presso le facoltà di tutti gli atenei italiani.